# Most Adam

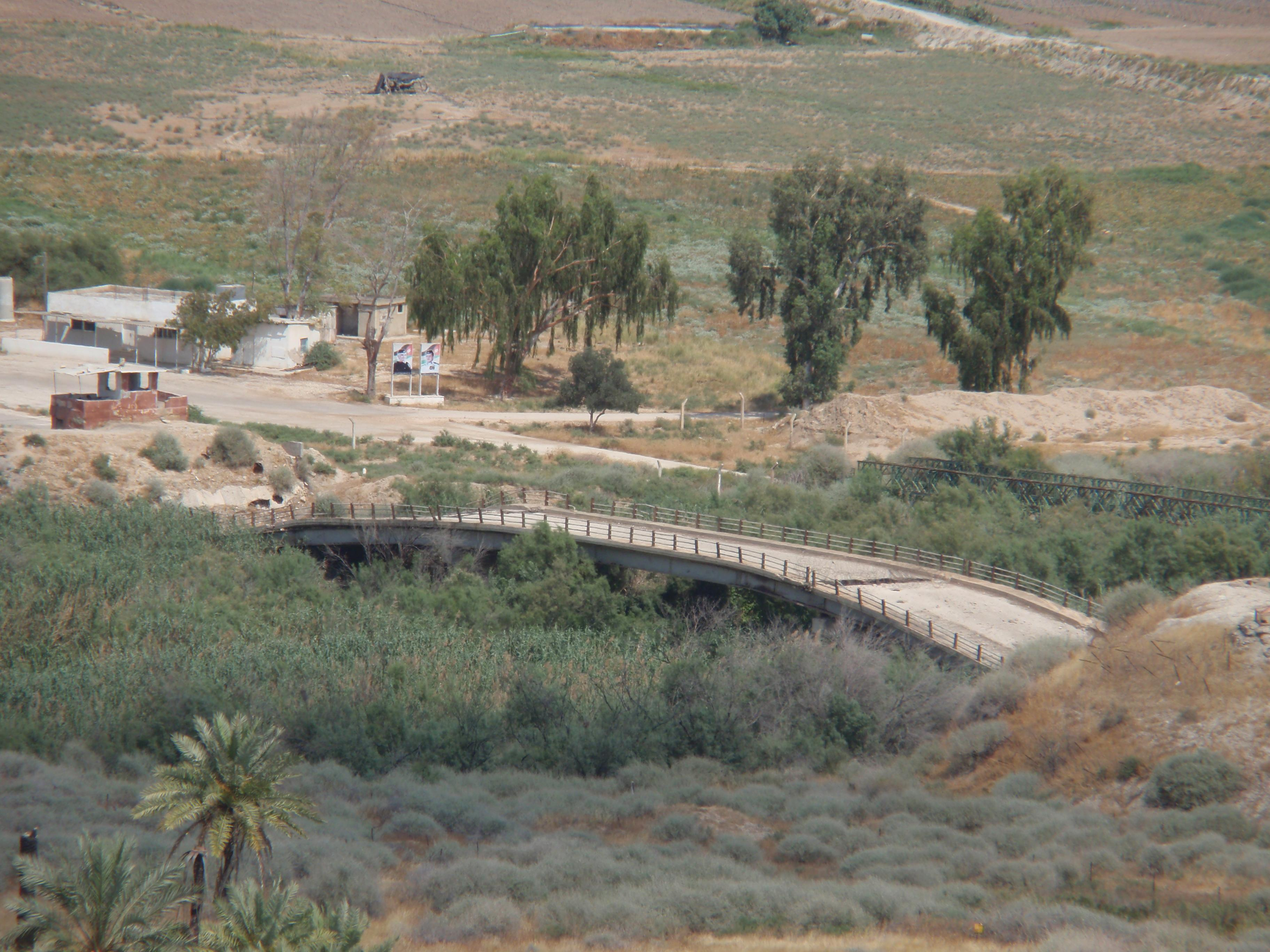
Celkový pohled na most

Most Adam (hebrejsky: גשר אדם‎, - "Gešer Adam", anglicky: Adam Bridge nebo Damia Bridge) je komunikačně důležitý most přes řeku Jordán ve střední části Jordánského údolí, který spojuje Izrael, respektive Izraelem okupovaný Západní břeh Jordánu, a Jordánské království. Nachází se cca 355 metrů pod úrovní moře, v příkopové propadlině Jordánského údolí cca 28 kilometrů severovýchodně od města Jericho. Přes most vede z izraelské strany silnice číslo 57. Hraniční přechod byl mezi lety 2002 a 2005 uzavřen, Palestinské úřady doposud neúspěšně vyjednávají o jeho obnovení.